# Gorguts
Gorguts – kanadyjska grupa wykonująca muzykę deathmetalową. Powstała w 1989 roku w Québecu, w składzie: Luc Lemay (gitara, śpiew), Sylvain Marcoux (gitara), Eric Giguere (gitara basowa), oraz Stephane Provencher (perkusja). 
Zespół został rozwiązany w 2005 roku. Trzy lata później Luc Lemay wznowił działalność zespołu.

## Dyskografia
| Tytuł                 | Rok  |
| --------------------- | ---- |
| Considered Dead       | 1991 |
| The Erosion of Sanity | 1993 |
| Obscura               | 1998 |
| From Wisdom to Hate   | 2001 |
| Colored Sands         | 2013 |
| Pleiades' Dust (EP)   | 2016 |

| Tytuł                      | Rok  |
| -------------------------- | ---- |
| Demo '89                   | 1989 |
| ...And Then Comes Lividity | 1990 |
| Demo Anthology             | 2003 |
| Live in Rotterdam          | 2006 |

## Nagrody i wyróżnienia
| Rok  | Kategoria                          | Tytułem       | Nagroda      | Nota      | Źródło |
| ---- | ---------------------------------- | ------------- | ------------ | --------- | ------ |
| 2013 | Metal/Hard Music Album Of The Year | Colored Sands | Nagroda Juno | Nominacja | [ 6 ]  |